# Santo Trafficante Sr.
Santo Trafficante Senior (28 de mayo de 1886 – 11 de agosto de 1954) fue un mafioso nacido en Sicilia y padre del poderoso mafioso Santo Trafficante, Jr.
Santo Trafficante Sr. ganó poder como mafioso en Tampa, Florida y gobernó la Mafia de Tampa desde la década de 1930 hasta su muerte en 1954. Trafficante estuvo muy implicado en la explotación de  loterías ilegales. Durante su reinado, Trafficante fue un jefe muy respetado con vínculos con Charles "Lucky" Luciano y Thomas Lucchese.
Durante la década de 1940, Trafficante padre mantuvo una fuerte alianza con Tommy Lucchese, el jefe de la familia criminal Lucchese en Nueva York. Lucchese ayudaría a formar a su hijo Trafficante Jr. en las tradiciones mafiosas.
Trafficante murió de cáncer de estómago el 11 de agosto de 1954; era miembro de L'Unione Italiana, y fue enterrado en el cementerio de es club en Ybor City. Posteriormente, su hijo, Santo Trafficante Jr. se hizo cargo de la familia criminal.